# 龙比和马尔希蓬
龙比和马尔希蓬（法語：Rombies-et-Marchipont，法語發音：[ʁɔ̃bi e maʁʃipɔ̃]）是法国上法蘭西大區北部省的一个市镇，属于瓦朗谢讷区。

## 地理
龙比和马尔希蓬（50°21'56"N, 3°38'46"E）面积4.81 平方千米，位于法国上法蘭西大區北部省，该省份为法国最北部的省份及最长的省份，西北濒北海，西接加来海峡省，南至埃纳省和索姆省，东与比利时接壤。
与龙比和马尔希蓬接壤的市镇（或旧市镇、城区）包括：卡鲁布勒、瑟堡、埃特勒、奥南、基耶夫勒尚、奥内勒。

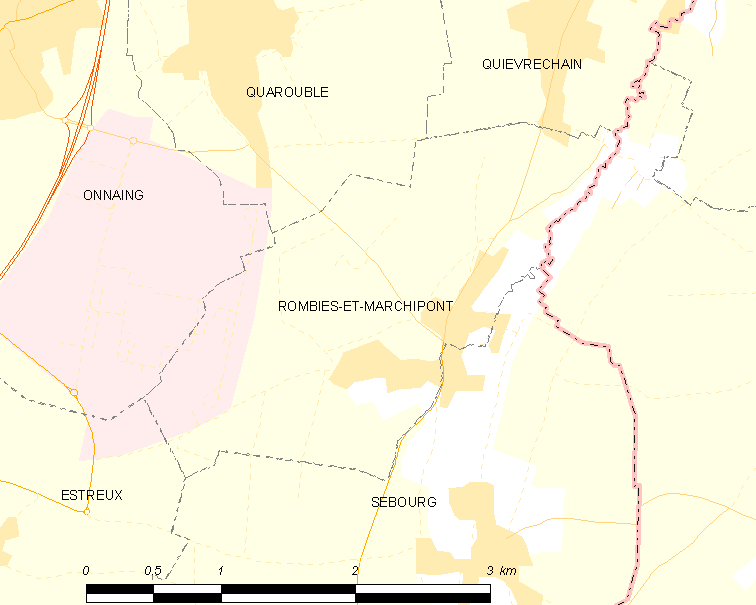
龙比和马尔希蓬的OSM定位图

龙比和马尔希蓬的时区为UTC+01:00、UTC+02:00（夏令时）。

## 行政
龙比和马尔希蓬的邮政编码为59990，INSEE市镇编码为59505。

## 政治
龙比和马尔希蓬所属的省级选区为马尔利县。

## 人口

1962-2008年间龙比和马尔希蓬人口变化图示

龙比和马尔希蓬于2022年1月1日时的人口数量为745人。